# The Chronicles of Israfel
The Chronicles of Israel é uma banda de Metal Alternativo fundada pelo guitarrista, Dominic Cifarelli em 2004.

## História
Apos o término da banda de Metal alternativo, Pulse Ultra, da qual Dominic era co-fundador, compositor e guitarrista em 2004, ele criou um projeto que nomeou de The Chronicles of Israfel num período caracterizado de incertezas e dificuldades. 
Ele teve como influência animes japoneses violentos, para a criação do estilo da banda. Começou a tocar com seu amigo e baterista, Joey Bastone. 

## Discografia
2007 - Starborne, Tome I (Lançamento Independente)
2016 - A Trillion Lights, Tome II (Bridge of Hands)

## Membros
Dominic Cifarelli - Guitarrista e Vocalista.
Andrew Wieczorek - Teclado e Vocais de fundo.
Justin Piedimonte - Bateria
Mark Durkee - Baixo
Sid Michailidis - Percussão

### Antigos Membros
- Rico Antonucci
- Vincent Cifarelli